# Quesnoy-le-Montant
Pour les articles homonymes, voir Quesnoy.
Quesnoy-le-Montant [kenwa lə mɔ̃tɑ̃] est une commune française située dans le département de la Somme, en région Hauts-de-France.
Depuis le 13 février 2020, la commune fait partie du parc naturel régional Baie de Somme - Picardie maritime.

## Géographie

### Localisation
Quesnoy-le-Montant est un village picard du Vimeu.
À vol d'oiseau, la localité est située à 8 km au nord-est de Feuquières-en-Vimeu, 10 km au sud-est de Saint-Valery-sur-Somme, 10 km à l'ouest d'Abbeville et à 50 km au nord-ouest d'Amiens.
Le territoire de la commune est limitrophe de ceux de six communes.
Les communes limitrophes sont Acheux-en-Vimeu, Cahon, Franleu, Miannay, Mons-Boubert et Saigneville.

### Hydrographie
La commune est située dans le bassin Artois-Picardie. Elle n'est drainée par aucun cours d'eau.

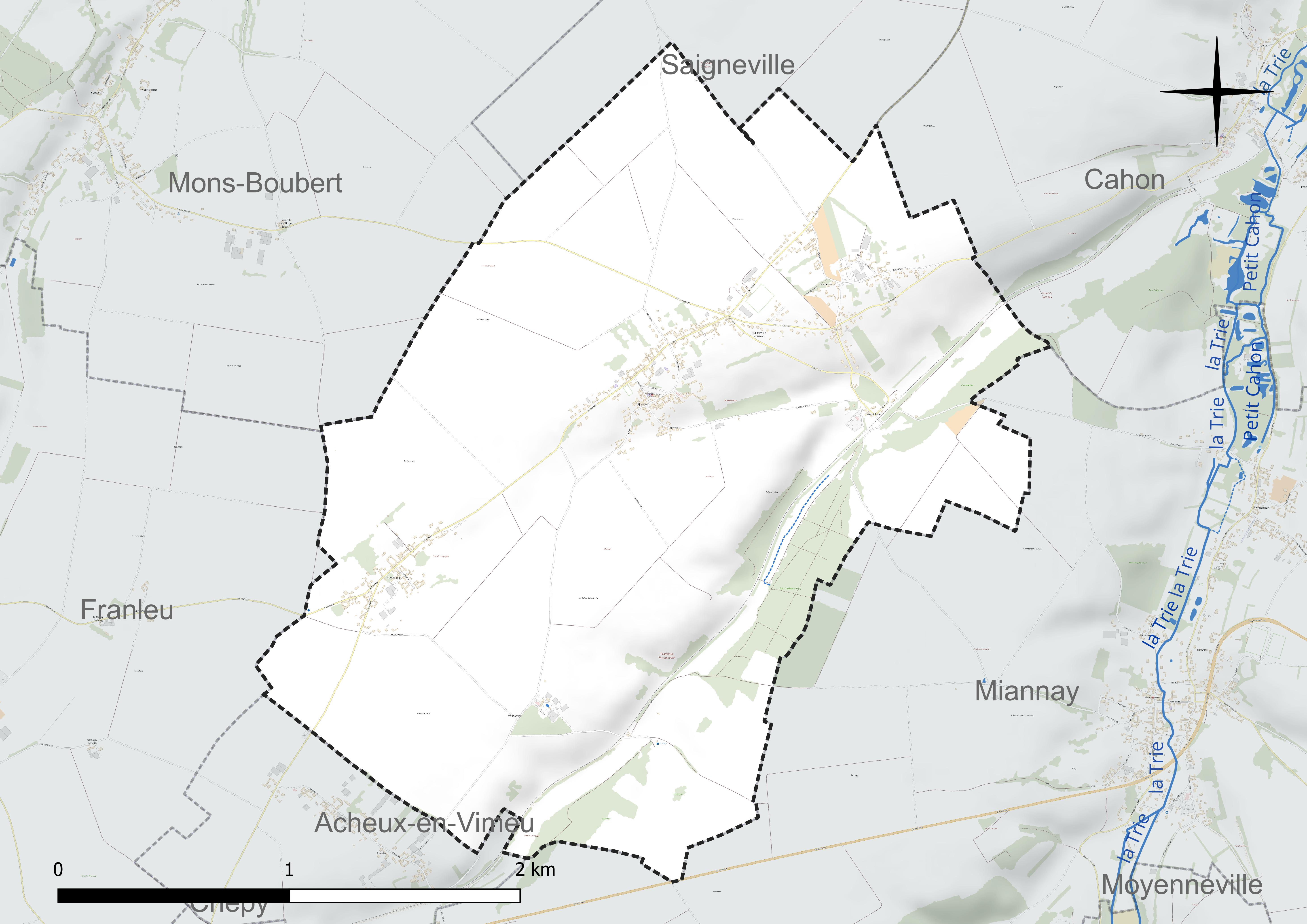
Réseau hydrographique de Quesnoy-le-Montant.

### Climat
Pour des articles plus généraux, voir Climat des Hauts-de-France et Climat de la Somme.
En 2010, le climat de la commune est de type climat océanique altéré, selon une étude du CNRS s'appuyant sur une série de données couvrant la période 1971-2000. En 2020, Météo-France publie une typologie des climats de la France métropolitaine dans laquelle la commune est exposée à un climat océanique et est dans la région climatique Côtes de la Manche orientale, caractérisée par un faible ensoleillement (1 550 h/an) ; forte humidité de l'air (plus de 20 h/jour avec humidité relative > 80 % en hiver), vents forts fréquents.
Pour la période 1971-2000, la température annuelle moyenne est de 10,4 °C, avec une amplitude thermique annuelle de 12,8 °C. Le cumul annuel moyen de précipitations est de 812 mm, avec 12,8 jours de précipitations en janvier et 8,6 jours en juillet. Pour la période 1991-2020, la température moyenne annuelle observée sur la station météorologique la plus proche, située sur la commune d'Abbeville à 10 km à vol d'oiseau, est de 11,0 °C et le cumul annuel moyen de précipitations est de 806,2 mm,. Pour l'avenir, les paramètres climatiques de la commune estimés pour 2050 selon différents scénarios d'émission de gaz à effet de serre sont consultables sur un site dédié publié par Météo-France en novembre 2022.

## Urbanisme

### Typologie
Au 1er janvier 2024, Quesnoy-le-Montant est catégorisée commune rurale à habitat dispersé, selon la nouvelle grille communale de densité à sept niveaux définie par l'Insee en 2022.
Elle est située hors unité urbaine. Par ailleurs la commune fait partie de l'aire d'attraction d'Abbeville, dont elle est une commune de la couronne,. Cette aire, qui regroupe 73 communes, est catégorisée dans les aires de 50 000 à moins de 200 000 habitants,.

### Occupation des sols
L'occupation des sols de la commune, telle qu'elle ressort de la base de données européenne d'occupation biophysique des sols Corine Land Cover (CLC), est marquée par l'importance des territoires agricoles (88,6 % en 2018), une proportion identique à celle de 1990 (88,6 %). La répartition détaillée en 2018 est la suivante : 
terres arables (65,1 %), prairies (18,2 %), zones urbanisées (5,7 %), forêts (5,7 %), zones agricoles hétérogènes (5,3 %). L'évolution de l'occupation des sols de la commune et de ses infrastructures peut être observée sur les différentes représentations cartographiques du territoire : la carte de Cassini (XVIIIe siècle), la carte d'état-major (1820-1866) et les cartes ou photos aériennes de l'IGN pour la période actuelle (1950 à aujourd'hui).

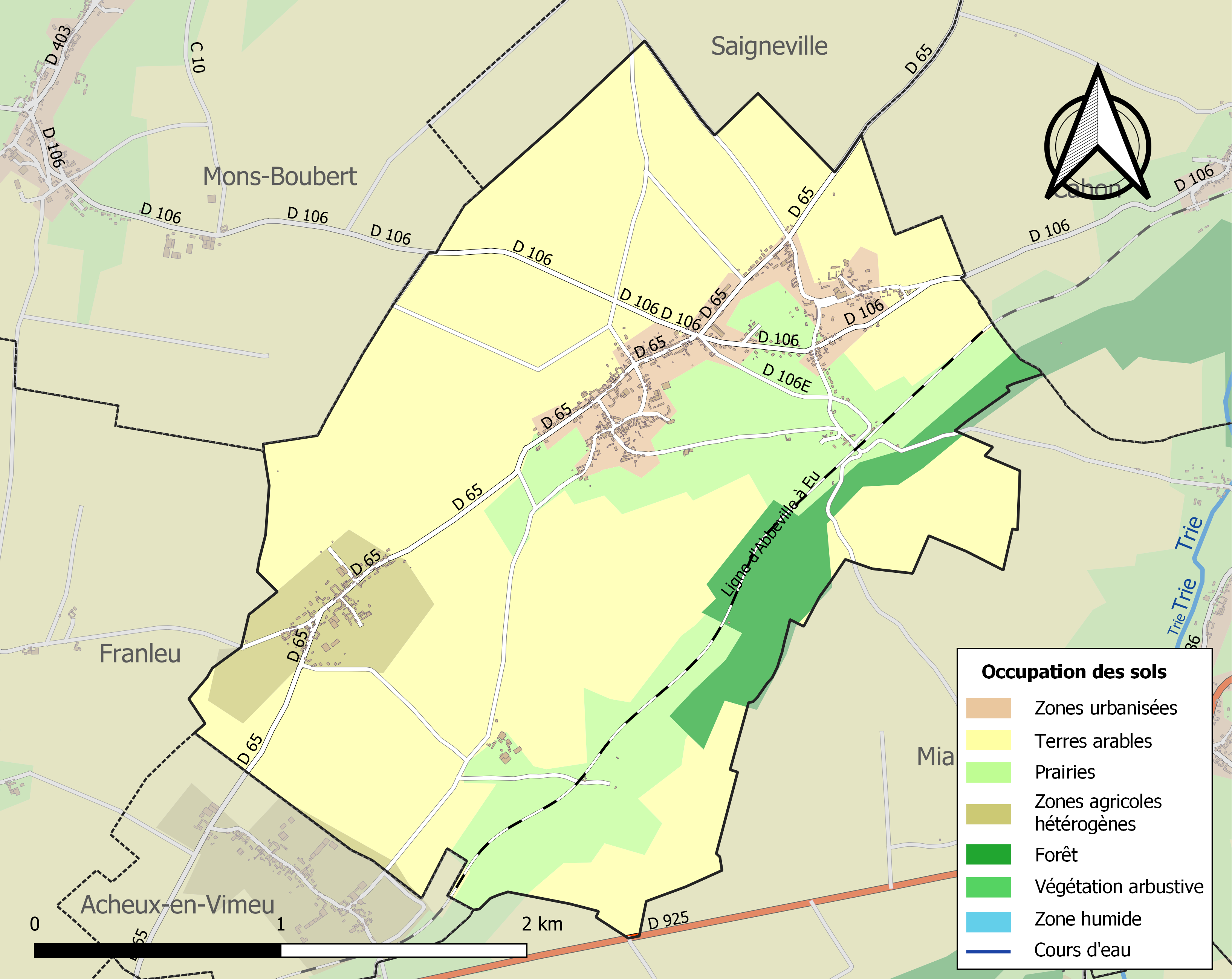
Carte des infrastructures et de l'occupation des sols de la commune en 2018 (CLC).

### Lieux-dits, hameaux et écarts
Quesnoy-le-Montant compte un lieu-dit, Campagne, au sud-ouest du village ainsi qu'un hameau, Hymneville, à l'ouest de Campagne et qui compte une ferme, une chapelle avec un cimetière.

### Voies de communication et transports
En 2024, la localité est desservie par la ligne d'autocars no 8 (Saint-Valery - Friville) du réseau Trans'80, Hauts-de-France, chaque jour de la semaine sauf le dimanche et les jours fériés.

## Toponymie
Le nom de la localité est attesté sous les formes Caisnoi (1265) ; Le Quesnoy (1337) ; Kennoy (1338) ; Kesnoy en Vimeu (1348) ; Quesnoy (XIVe) ; Quesnoy en Vimeu (1503) ; Quesnoy (1646) ; Caisnoy (1648) ; Le Quesnoy-Montant (1757) ; Le Quenoy (1761) ; Quesnoi-près-le-Montant (1766) ; Qesnoy-lez-Montan (1768) ; Le Quenoi (1778) ; Quesnoy-le-Montant (1862) ; Le Quesnoy-le-Montant (1840) ; Le Quesnoy-lès-Montant (1782).

Quesnoy est un toponyme issu du mot latin Quercitum,  forme normando-picarde de chenoy, équivalent du français central chêne et du suffixe collectif d'arbre, de l'oïl *caisnai, variante de caisnoi, nom topographique désignant un « endroit couvert de chênes », une « chênaie ».

L'étymologie révèle son origine première, une forêt. La forêt de Mormal.
 
Le bois de la Rançonnière tient son nom du fait qu'on s'y faisait détrousser en le traversant.
Le-Montant est une ancienne dépendance de Quesnoy, attestée sous les formes Montant en 1450 ; Monten en 1623 ; Le Montant en  1730 ; Le Montan en 1733.

Un « montant de terre », mesure de terre, petite parcelle de terrain.

## Histoire

### Le pèlerinage à Saint-Sulpice
- De longue date, le pèlerinage à Saint-Sulpice attire de nombreux habitants du Vimeu. Le Manuscrit Lambert de Beaulieu, 1834 (Ms 14 tome II, p. 16 Bibliothèque de la Société des Antiquaires de Picardie) le décrit tel qu'il était au début du XIXe siècle: Un mot sur le pèlerinage à St Sculpy, suivi ou accompagné de foire champêtre, jeux, danses, fricotages, sous des espèces de tentes qui donnent, vues de loin, à la chapelle l'air d'un caravansérail. Le nom du saint est saint Sulpice. C'est par corruption qu'on dit généralement Saint-Sculpy. Le pèlerinage à la chapelle du Quesnoy-le-Montant en Campagne pour aller invoquer Saint-Sulpice est établi dans le pays depuis un temps immémorial. Le 31 août 1834, dimanche à 9 heures du matin, sur la côte qui domine la vallée sèche au fond de laquelle se trouve la chapelle, nous fûmes à même de jouir du coup d'œil que présente cette chapelle, alors remplie et entourée de pèlerins et pèlerines, et de celui de divers chemins par lesquels on voit en même temps arriver et puis descendre à la même chapelle ceux venus de plus loin que les premiers ou partis plus tard de chez eux. Par un temps clair et serein (sic) surtout, ce spectacle offre beaucoup d'intérêt à celui qui, placé ainsi à la plus grande hauteur, au sortir de Lambercourt-lès -Miannay, découvre toute la vallée sèche. De cette hauteur l'assemblée formée près de la chapelle couverte de verdure semble un vaste caravansérail. Pour avoir idée de cette nombreuse assemblée, à la fois pieuse et mondaine, il faut faire connaître de quels éléments elle se trouve annuellement composée. Que voit-on à cet antique pèlerinage ? Plusieurs milliers de pèlerins, hommes, femmes et enfants, les uns arrivés en voitures et humbles charrettes et d'autres à pattes. Le plus grand nombre n'arrive à la chapelle que chargé des provisions de bouche et d'objets du petit commerce, tels que souliers, sabots, tous confectionnés, poteries communes et instruments et ustensiles aratoires. Pendant que dans la chapelle les fidèles se pressent et même s'étouffent pour parvenir avec beaucoup de peine, à se faire dire un évangile et à présenter leur offrande à Saint-Sulpice, la scène change, tant dans le bosquet du cimetière, qui entoure la chapelle que près de ce bosquet. Dans le bosquet du cimetière, les pèlerins et pèlerines marchent en quelque sorte, sur les personnes, grandes et petites, infirmes, affligées, estropiées, couchées sur la terre, montrant à chaque pèlerin les maux véritables et quelquefois supposés dont elles se disent accablées, et enfin en criant et implorant de toutes les manières la commisération et la charité publiques. Là semblent s'être donné rendez-vous tous les aveugles, les bossus ou dossus, les pieds-bots, les manchots des villes d'Abbeville et Saint-Valéry sur Somme, et de tous les villages peu éloignés de la chapelle St Sculpy. Parmi ces affligés, nous en reconnûmes plusieurs tant d'Abbeville que de son arrondissement. Au dehors et près du bosquet qui entoure la chapelle, le spectacle change : il se compose d'abord de tentes sous lesquelles on boit, on mange, on fricote, on fait des marchés, le verre à la main ou la pipe en gueule. Puis on remarque, comme dans une véritable foire champêtre, de nombreux marchands et de nombreuses marchandes de pain d'épice, de souliers, sabots, ustensiles aratoires ; puis enfin, pour les amateurs de marchands de tout ce qui tient à la noble personne du cochon domestique. On y voit donc sur les tables dressées à la hâte sur le gazon, de véritables montagnes de lard frais, salé et rance, des chapelets de cervelas de diverses grosseurs, des andouilles, andouillettes et même jusqu'à des côtelettes de porc frais ! Tour le fricotage de la plupart des pèlerins a lieu sous des tentes grossières, toujours exposées aux quatre vents, et au milieu des jeux et des cris de la jeunesse, près de la marmite qui s'échauffe bien, quoique sous un feu établi et allumé dans un trou, et près du chariot ou de la charrette qui a servi, soit au transport de la famille, soit à celui des provisions de bouche, ou des objets de son petit commerce. En Picardie, on ne peut faire une lieue sans bouffer ou sans s'humecter au moins le gaziau. Il n'y a point de bon pèlerinage là où on ne trouve ni à boire, ni à manger. Lorsqu'il fait un beau temps, le soir, le pèlerinage est ordinairement clos par les danses et les jeux de la jeunesse. Bien des jeunes gens même des environs n'arrivent à la chapelle que dans la soirée et à l'heure ou commencent ordinairement les danses. Sur un chemin et à moins d'une portée de fusil de la chapelle, nous remarquâmes une très ancienne croix de pierre, fort curieuse, d'environ six pieds de hauteur, et qui nous a semblé être d'une antiquité beaucoup plus reculée que la chapelle actuelle et même que l'établissement du pèlerinage du village de Quesnoy-le-Montant. La chapelle est remarquable par sa situation au fond d'une vallée sèche et par une plantation d'ormes qui l'entoure comme un massif de verdure. Le bosquet qui cache la chapelle est le lieu ordinaire de sépulture des habitants de Quesnoy-le-Montant.

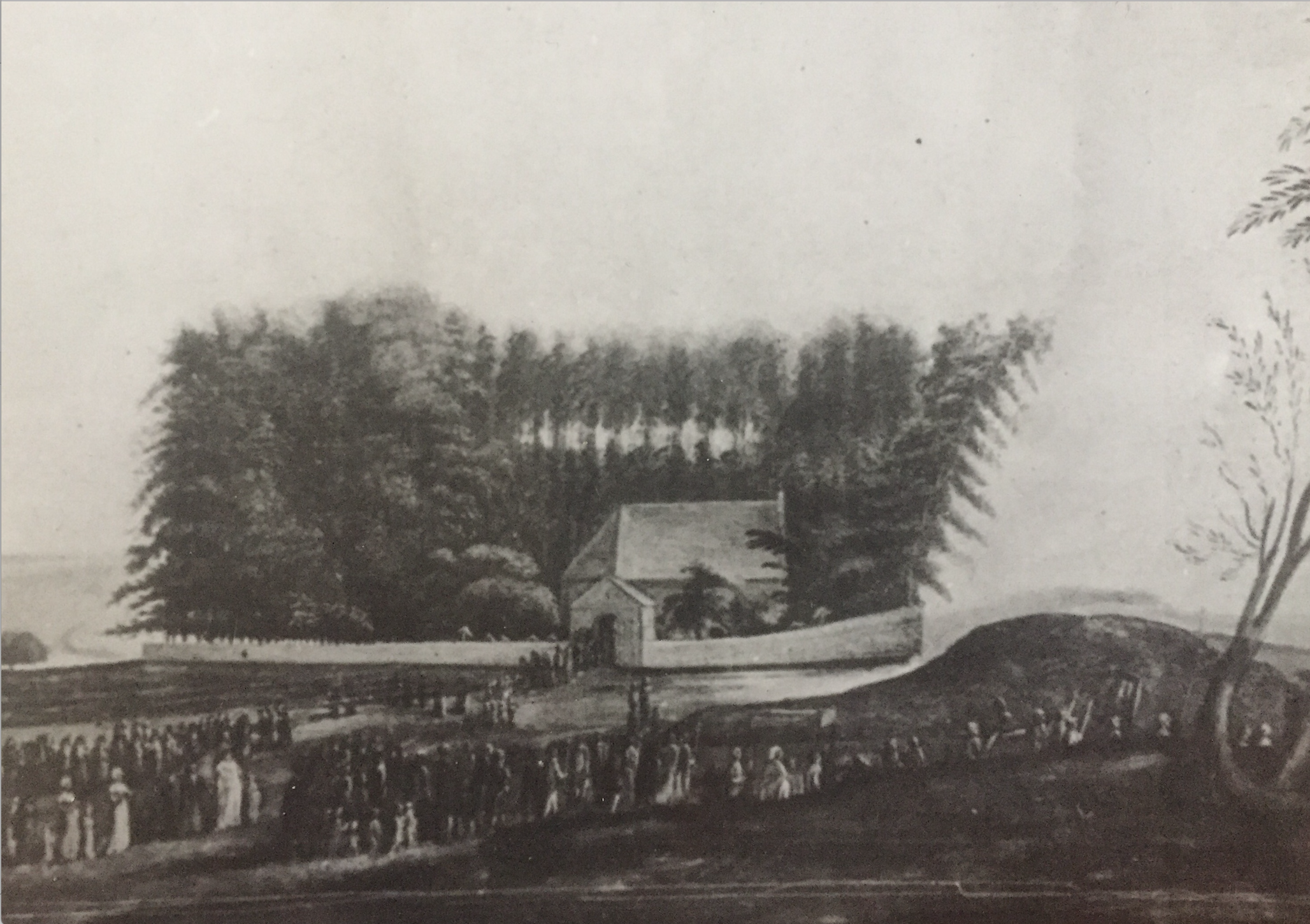

- Le pèlerinage à St Sulpice que décrit ce document très riche était fort ancien et remonte probablement au Moyen-Age. Le Moine bénédictin Pierre Nicolas Grenier (dit dom Grenier, 1725-1789), historiographe de la Picardie, auteur d'une « introduction à l'histoire générale de la Province de Picardie », Société des Antiquaires de Picardie, 1856, évoque lui aussi l'événement et rapporte le cas d'une altercation entre un jeune fermier et une marchande en 1769 qui nécessita l'intervention de la police. Le témoignage du manuscrit Lambert de Beaulieu est précieux à divers points de vue (malgré le positionnement très moraliste de l'auteur). Il nous renseigne d'abord sur la culture matérielle et la culture alimentaire du temps (rôle de la charcuterie, des sucreries). Il nous informe aussi sur les mœurs du Vimeu en période festive et sur les possibilités de rencontres sentimentales en dehors des jours ordinaires. Les jeunes filles venaient demander au saint un bon mari : un morceau de pain d'épice, touché par la statue du saint, en serait, pensait-on, le garant. Le document indique encore l'importance des moments festifs religieux dans la charité vis-à-vis des pauvres et des handicapés. Il montre enfin que la dimension religieuse, encore très forte à la fin de l'ancien régime, est totalement perméable aux pratiques populaires de danse et de fricotage (le bois de Rançonnière tout proche est encore appelé localement « bois d'amour », le sens de ce terme n'échappera à personne.
- Au XIXe siècle, la commune s'appelait Quesnoy-en-Vimeu et avait trois hameaux : Montant, Saint-Sulpice et Hymmeville[19].

## Politique et administration
| Période                                  | Période      | Identité         | Étiquette | Qualité                                           |
| ---------------------------------------- | ------------ | ---------------- | --------- | ------------------------------------------------- |
| 1979                                     | 1984         | Pierre Chouquais | PS        | Conseiller général de Moyenneville de 1979 à 1984 |
| Les données manquantes sont à compléter. |              |                  |           |                                                   |
| mars 2001                                | juillet 2020 | Josette Cayeux   |           |                                                   |
| juillet 2020,                            | janvier 2022 | Thierry Sauvé    |           | Retraité. Démission.                              |
| mars 2022                                | En cours     | Josette Cayeux   |           |                                                   |

## Population et société

### Démographie
L'évolution du nombre d'habitants est connue à travers les recensements de la population effectués dans la commune depuis 1793. Pour les communes de moins de 10 000 habitants, une enquête de recensement portant sur toute la population est réalisée tous les cinq ans, les populations de référence des années intermédiaires étant quant à elles estimées par interpolation ou extrapolation. Pour la commune, le premier recensement exhaustif entrant dans le cadre du nouveau dispositif a été réalisé en 2004.

En 2022, la commune comptait 525 habitants, en évolution de −8,54 % par rapport à 2016 (Somme : −1,26 %, France hors Mayotte : +2,11 %).
| 1793 | 1800 | 1806 | 1821 | 1831 | 1836 | 1841 | 1846 | 1851 |
| ---- | ---- | ---- | ---- | ---- | ---- | ---- | ---- | ---- |
| 553  | 517  | 528  | 647  | 704  | 698  | 713  | 692  | 698  |

| 1856 | 1861 | 1866 | 1872 | 1876 | 1881 | 1886 | 1891 | 1896 |
| ---- | ---- | ---- | ---- | ---- | ---- | ---- | ---- | ---- |
| 705  | 739  | 721  | 704  | 662  | 709  | 715  | 739  | 740  |

| 1901 | 1906 | 1911 | 1921 | 1926 | 1931 | 1936 | 1946 | 1954 |
| ---- | ---- | ---- | ---- | ---- | ---- | ---- | ---- | ---- |
| 746  | 764  | 718  | 647  | 638  | 613  | 570  | 603  | 607  |

| 1962 | 1968 | 1975 | 1982 | 1990 | 1999 | 2004 | 2006 | 2009 |
| ---- | ---- | ---- | ---- | ---- | ---- | ---- | ---- | ---- |
| 577  | 556  | 519  | 502  | 511  | 519  | 555  | 562  | 572  |

| 2014 | 2019 | 2022 | - | - | - | - | - | - |
| ---- | ---- | ---- | - | - | - | - | - | - |
| 581  | 543  | 525  | - | - | - | - | - | - |

### Enseignement
La scolarité primaire est gérée avec la commune de Mons-Boubert, dans le cadre d'un regroupement pédagogique intercommunal.

### Sports
Football : ASQ (Association Sportive de Quesnoy-le-Montant).
Le club compte actuellement[Quand ?] une équipe senior qui évolue en 5e division du District de la Somme. L'âge d'or du club remonte dans les années 1970 avec six saisons consécutives en Ligue de Picardie et une demi-finale de Coupe de la Somme en 1976, face au grand club local : le SC Abbeville, alors pensionnaire de Division 3. En 2016, le club a réussi à accéder en quart de finale de Coupe de la Somme face à Montdidier. En 2020, le club est relancé avec une équipe senior et atteint le 3e tour de la Coupe de France.[réf. nécessaire]

## Culture locale et patrimoine

### Lieux et monuments
- Église Saint-Sulpice du XVIe siècle, bâtie en pierre de Pont-Remy. Un incendie l'a endommagée en 1747. Sa galerie et son clocher, une rareté à la flèche octogonale en pierre, ont été reconstruits en 1848[31].
- Chapelle Saint-Martin (Hymmeville). Pour certains dédiée à saint Martial[19]. Sa cloche est datée de 1630[32],[33].

- Chapelle Saint-Sulpice, près de la gare. Entourée du cimetière de Quesnoy, elle a été reconstruite pour la troisième fois en 1773. Un pèlerinage s'y terminait autrefois en faisant sept fois le tour de la chapelle et en lisant les évangiles[19].

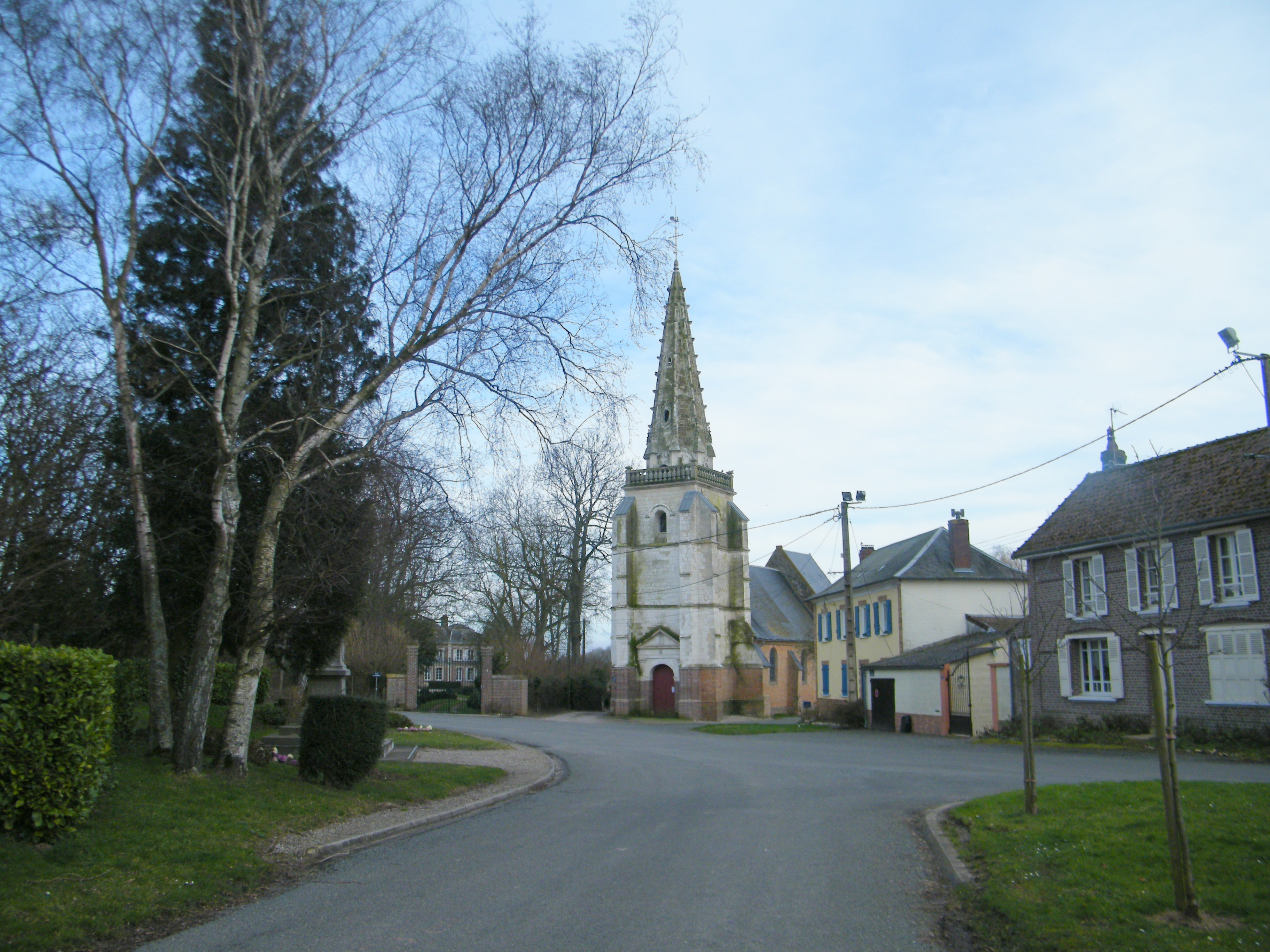
Église Saint-Sulpice de Quesnoy.
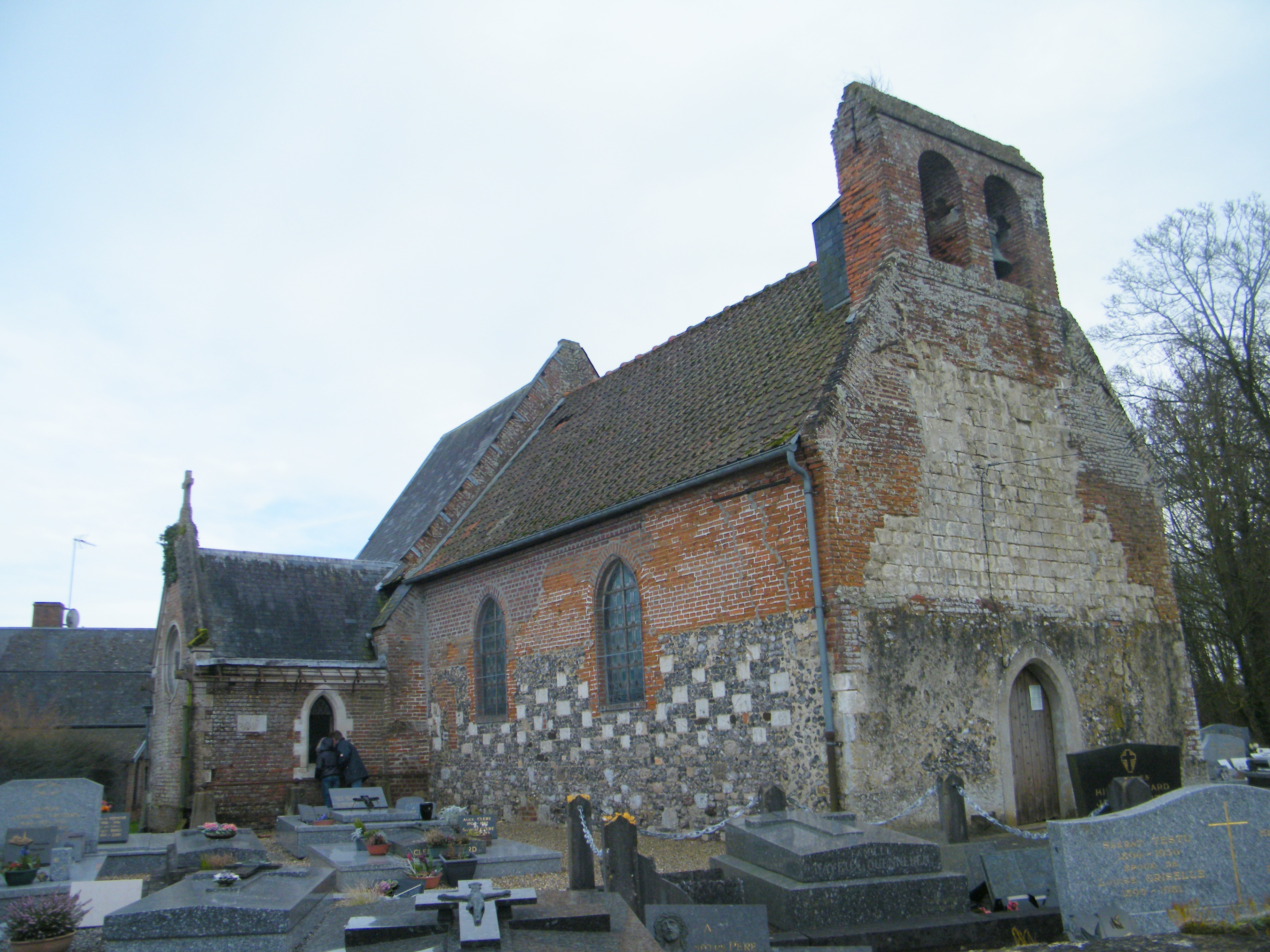
La chapelle d'Hymmeville.
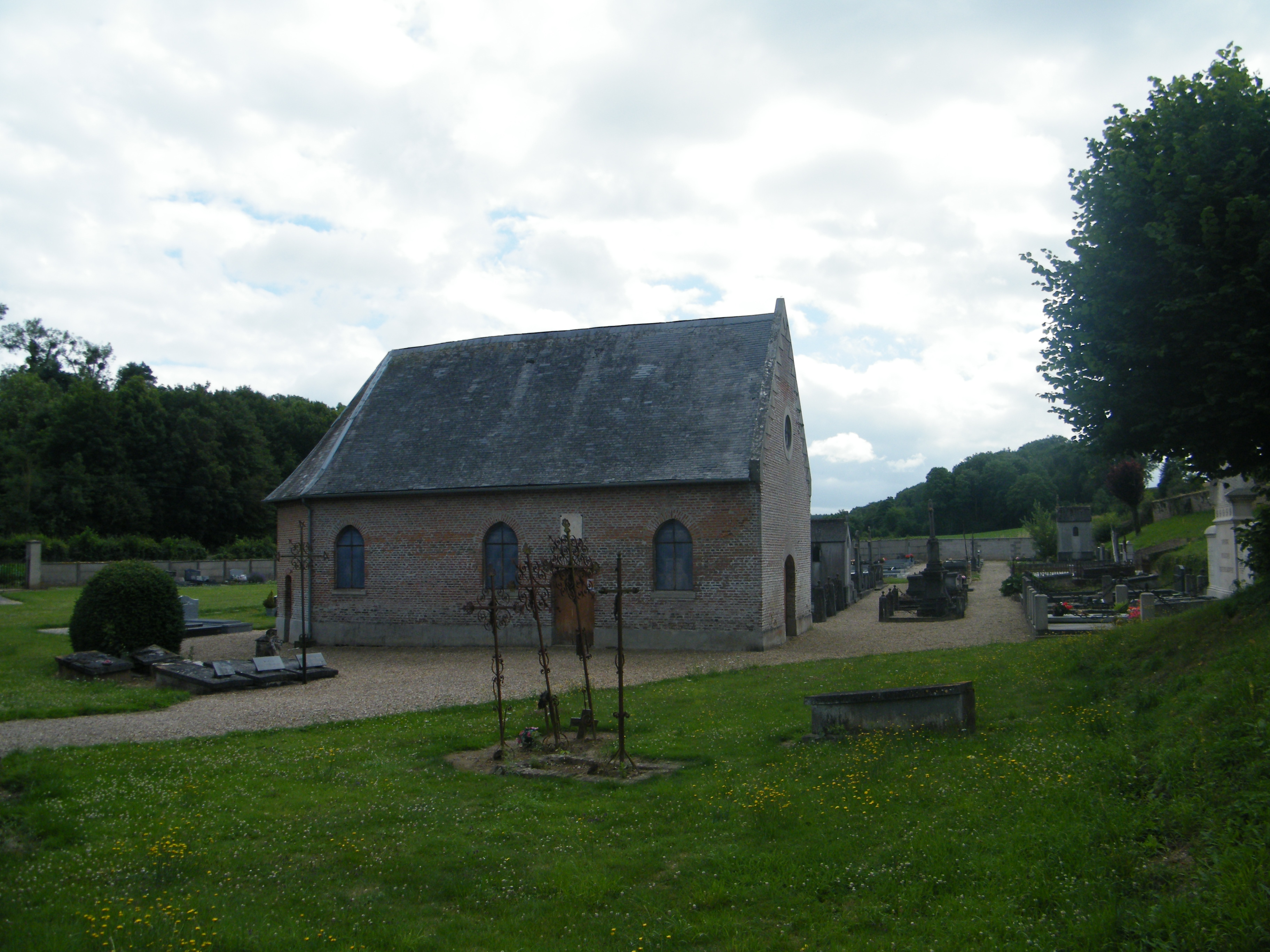
Chapelle du cimetière.
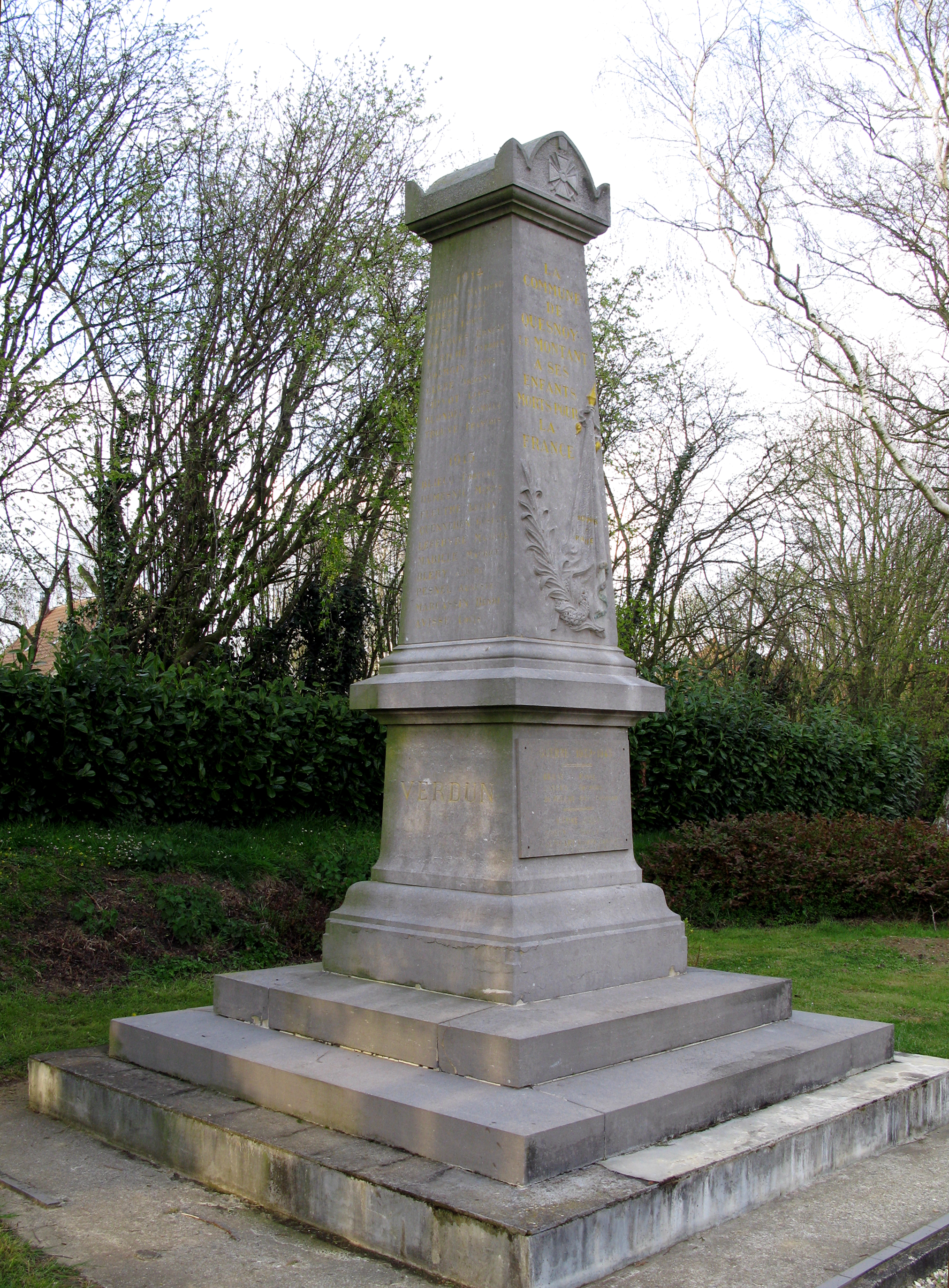
Monument aux morts.
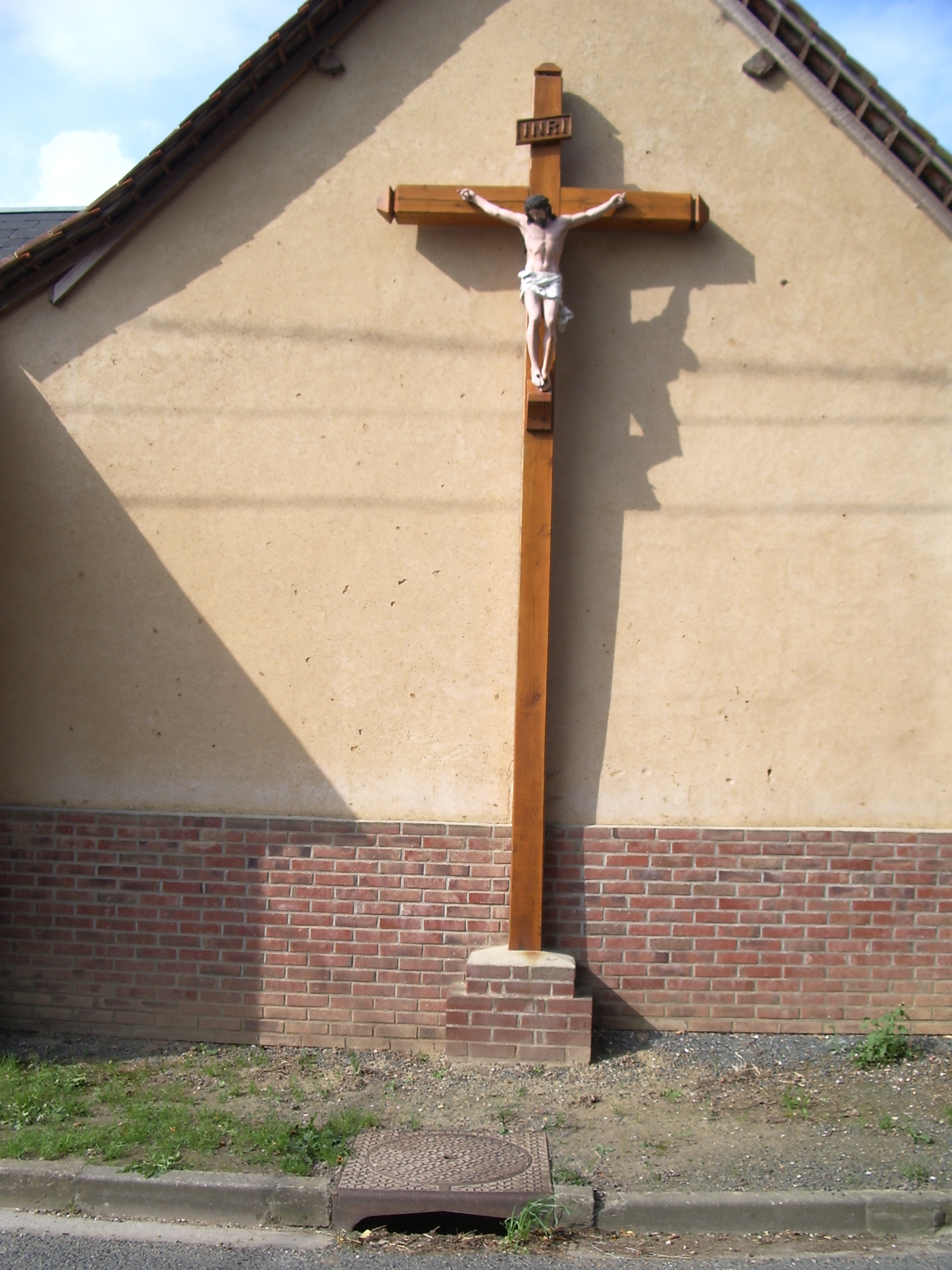
Campagne-lès-Quesnoy, calvaire.
Gare de Quesnoy-le-Montant à Saint-Sulpice.